# Temple Baoguo (mont Emei)
Ne doit pas être confondu avec Temple Baoguo (Zhejiang).
Le temple Baoguo (chinois simplifié : 报国寺 ; chinois traditionnel : 報國寺 ; pinyin : Bàoguó Sì ; litt. « Temple du service à la patrie ») du mont Emei (ou mont Omei, voire Emei Shan), également connu sous le nom de Hui Zongtang, est implanté au pied du mont Emei dans la province du Sichuan, une province de la république populaire de Chine, qui se trouve dans la région sud-ouest du pays, et dont le chef-lieu est Chengdu. Il a été restauré au cours de la cinquième année de l' ère Tongzhi .

## Architecture
Le temple Baoguo est l'un des temples bouddhistes les plus importants des monts Emei Shan dans la région d'Emeishan de la province du Sichuan (sud-ouest de la Chine) , appartenant aux montagnes des quatre temples sacrés du bouddhisme en Chine. C'est un temple féodal national du bouddhisme dans la région de Chine Han, qui a été construit à l' époque Wanli de la dynastie Ming .

### Salle de Maitreya
Dans la salle principale du temple, des représentants des enseignements du bouddhisme , du taoïsme et du confucianisme étaient à l'origine vénérés, d'où le nom chinois San Jiao Huizong . Plus tard pendant la dynastie Qing , l'empereur Kangxi a changé le nom en Baoguo Si. Au-dessus de sa porte principale est accrochée une plaque avec une inscription du nom du temple de Kangxi.
Au centre se dresse la statue de Maitreya(mot sanskrit signifiant « amical », « bienveillant »), derrière lui Skanda, le dieu de l'armée divine éternel adolescent (kumâra), qui était vénéré sous les Gupta dans l'Inde du nord où il était la divinité tutélaire des Chalukya. Il est surtout populaire en Inde du sud, où il est connu sous le nom tamoul de Murugan (le garçon).

## Autres salles

### Salle de Samantabhadra
Elle abrite une statue de Samantabhadra juché sur le dos d'un éléphant blanc.

### Pagode Huayan
Une pagode en bronze de la dynastie Ming de quatorze étages, haute de 6 mètres (20 pieds), nommée Pagode Huayan (chinois simplifié : 华严塔) est conservée dans le temple. Le corps est orné  duSoutra de l'ornementation fleurie ou Soutra de la guirlande (de fleurs), (chinois traditionnel : 華嚴經 ; pinyin : Huáyánjīng, japonais : 華厳経 (kegon-kyō)). C'est un motif occupe une place très importante dans le bouddhisme mahāyāna chinois, japonais et tibétain. Il constitue en particulier la base des écoles chinoise Huayan et japonaise Kegon. Il décrit très longuement la Réalité Ultime, le Dharmadhatu. .

### La cloche
La cloche de lotus en bronze a été coulée par Huizong Biechuan (chinois simplifié : 慧宗别传) en 1564 à la fin de la dynastie Ming. Elle mesure 2,8 mètres ( Unité «  » inconnue du modèle {{Conversion}}.) de haut, et pèse 12,5 kilogrammes ( Unité «  » inconnue du modèle {{Conversion}}.). Un  Agama Sutra et d'autres inscriptions bouddhistes y sont gravés en plus des soixante mille caractères.

## Monuments remarquables

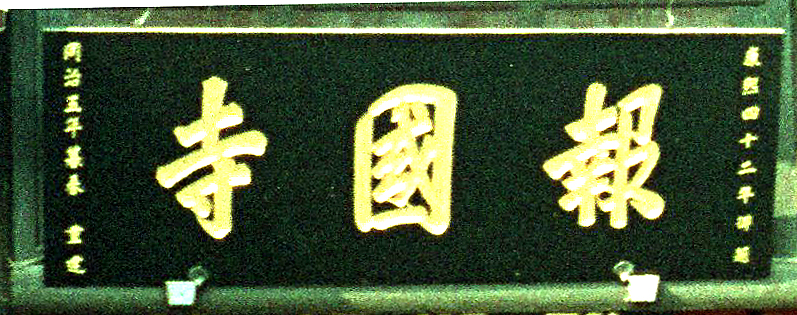
La plaque de l'inscription impériale de l'empereur Kangxi Temple Baoguo
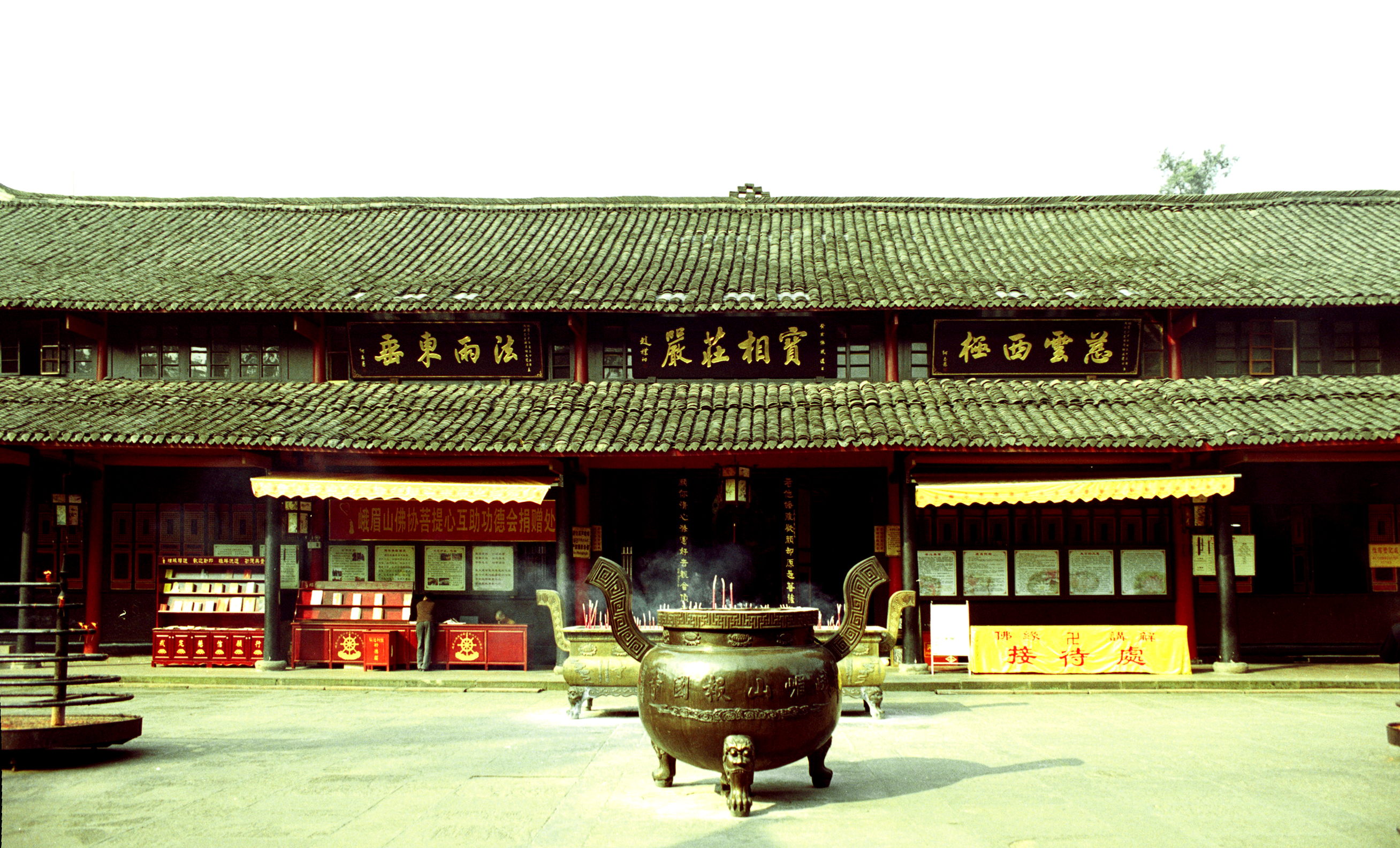
Temple Baoguo Salle Maitreya
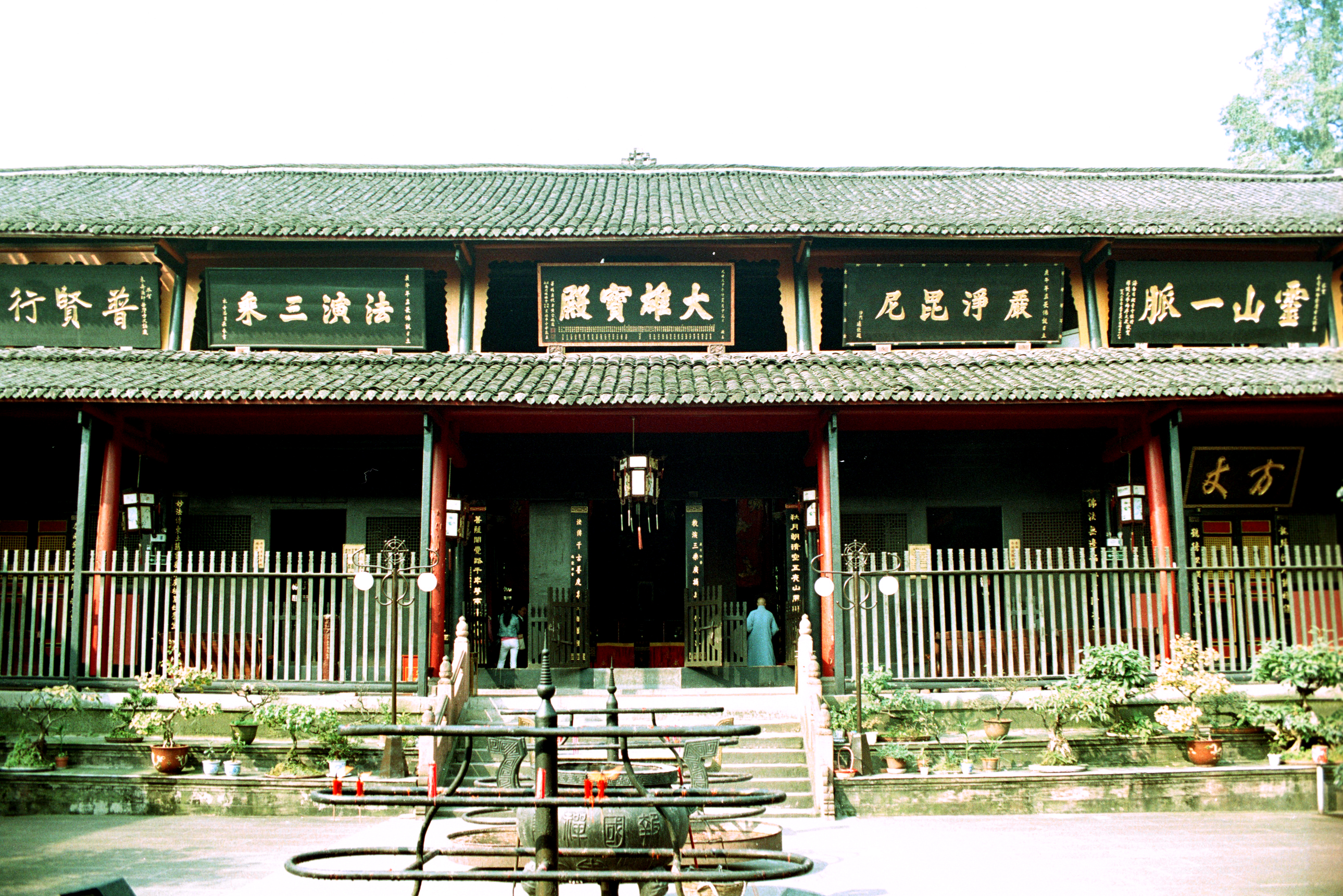
Temple Baoguo Salle Daxiong
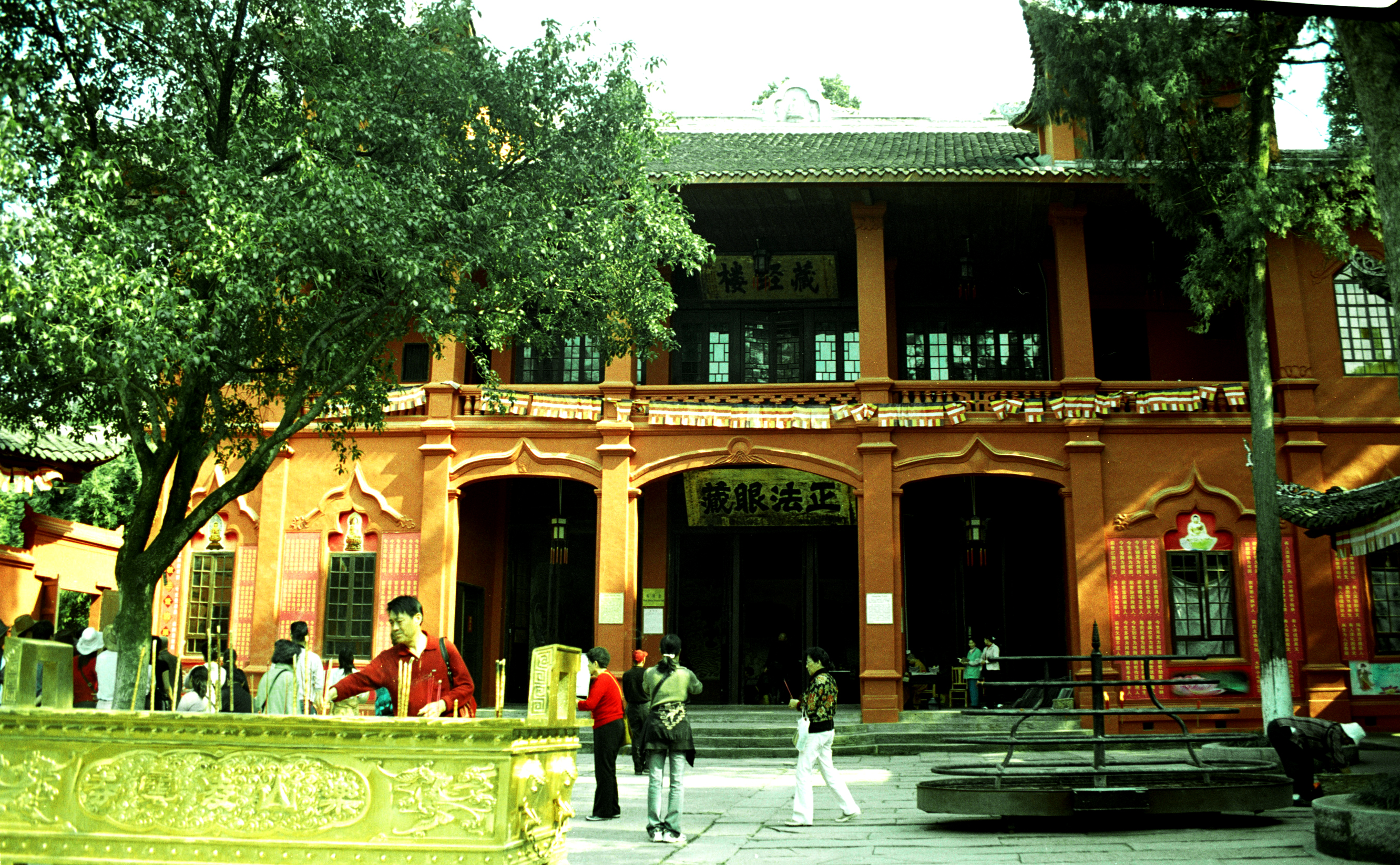
Bâtiment du Sutra tibétain du Temple Baoguo

## Liens Web
- Emei Shan Baoguo Si (chinois)
- Brief information on Baoguo Temple (anglais)